# Augustin Gattinger

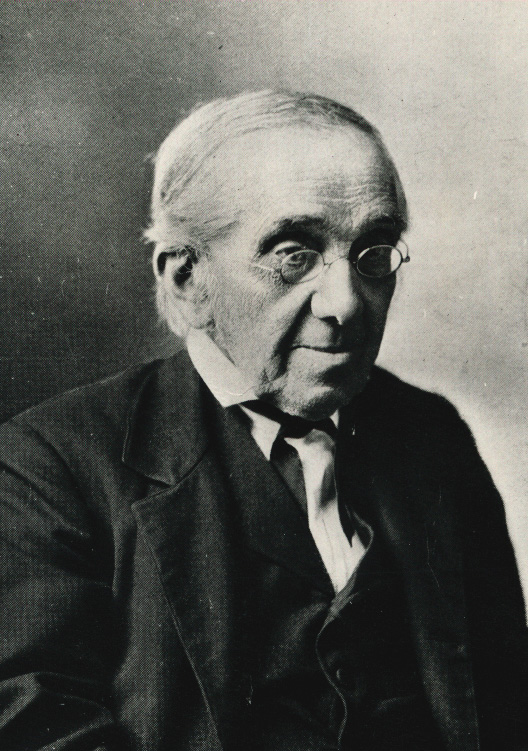
Augustin Gattinger

Augustin Gattinger (ur. 3 lutego 1825 w Monachium, zm. 18 lipca 1903 w Nashville) – amerykański botanik i doktor medycyny.
Do Stanów Zjednoczonych trafił w 1849, po usunięciu z Uniwersytetu Ludwika i Maksymiliana w Monachium za wsparcie udzielane dysydenckim grupom studenckim oraz świętowanie urodzin George’a Washingtona. Przez pierwszych 15 lat był lekarzem w Chattanoodze i we wschodnim Tennessee. Jeżdżąc wówczas po stanie jako lekarz, rozpoczął kolekcjonowanie roślin i badania tamtejszej flory. W 1864 trafił do Nashville, gdzie został chirurgiem w armii Unii, a następnie mianowany został bibliotekarzem.
W 1887 opublikował The Flora of Tennessee, with Special Reference to the Flora of Nashville, w 1894 Medicinal Plants of Tennessee, a w 1901 swoje główne dzieło: Flora of Tennessee and Philosophy of Botany.